# 보잉 옐로스톤 프로젝트

보잉 옐로스톤 프로젝트 상세도

보잉 옐로스톤 프로젝트(영어: Boeing Yellowstone Project)는 보잉의 전체적인 민간 항공 포트폴리오를 발전된 기술의 항공기로 교체하려는 상용 비행기 프로젝트이다.

## 주요 채용 기술 (옐로스톤)
- 복합적인 공기역학구조
- 유압 시스템 비중 감소 및 전기 시스템 비중 증가
- 연료 효율적 터보팬 엔진

1. 프랫 앤 휘트니 PW1000G
2. 제너럴 일렉트릭 GEnx
3. 제너럴 일렉트릭 GE9X
4. CFM 인터내셔널 LEAP56
5. 롤스로이스 트렌트 1000

## 프로젝트 (Y1~3)
- 보잉 Y1 : 승객 100명에서 200명까지의 시장에 해당되는 보잉 737 제품군을 대체한다.[2] 두 번째 옐로스톤 프로젝트 항공기로 발전될 것으로 예상된다. 만약, 착수된다면, 봄바디어 CSeries, 엠브라이르 E-Jets 시리즈, 그리고 계획 중인 에어버스 NSR 시리즈와 경쟁할 것이다.

- 보잉 Y2 : 보잉 787로 완성된 이 프로젝트는 승객 220명에서 320명까지의 시장에 해당하는 보잉 767 제품군 및 보잉 777-200를 대체한다.[3] "글래시어(Glacier)" 프로젝트였던 Y2는 본래 혁신적인 디자인의 초음속기 프로젝트였으나, 전통적 디자인의 고효율 항공기로 변경되었다.[4] 에어버스 A330, A340 그리고 그 후 A350 계열과 경쟁할 것이다.

- 보잉 Y3 : 승객 300명 이상의 시장에 해당되는 보잉 777-300/300ER 및 747 제품군을 대체한다. 2015년 소개될 Y3은 의 승객 시장을 포함하고, 세 번째 옐로스톤 프로젝트 항공기로 발전될 것으로 예상된다. 그것은 에어버스 A350 계열 중가장 큰 모델인 에어버스 A350-1000 뿐만 아니라 A380 계열과도 경쟁할 것이다.